# Akai Teruko
En aquest nom japonès, el cognom és Akai.
Akai Teruko (赤 井 輝 子, 6 de novembre de 1514 - 17 de desembre de 1594) o 'Myoin' (妙 印尼) fou una onna-bugeisha (dona samurai guerrera) de finals dels del període Sengoku. S'havia format en el maneig de la naginata, va lluitar en moltes batalles en la seva joventut i va comandar tres milers de soldats al castell de Kanayama als 70 anys. Era vassalla del clan Hōjō i fou àvia de la també guerrera Kaihime.

## Vida
Teruko va néixer com a filla del castellà de Tatebayashi, el senyor Akai Terumitsu. Va prendre l'administració del castell de Kanayama, actualment a la prefectura de Gunma, al costat del seu fill Kunishige, el 1578 després de la mort de seu marit.

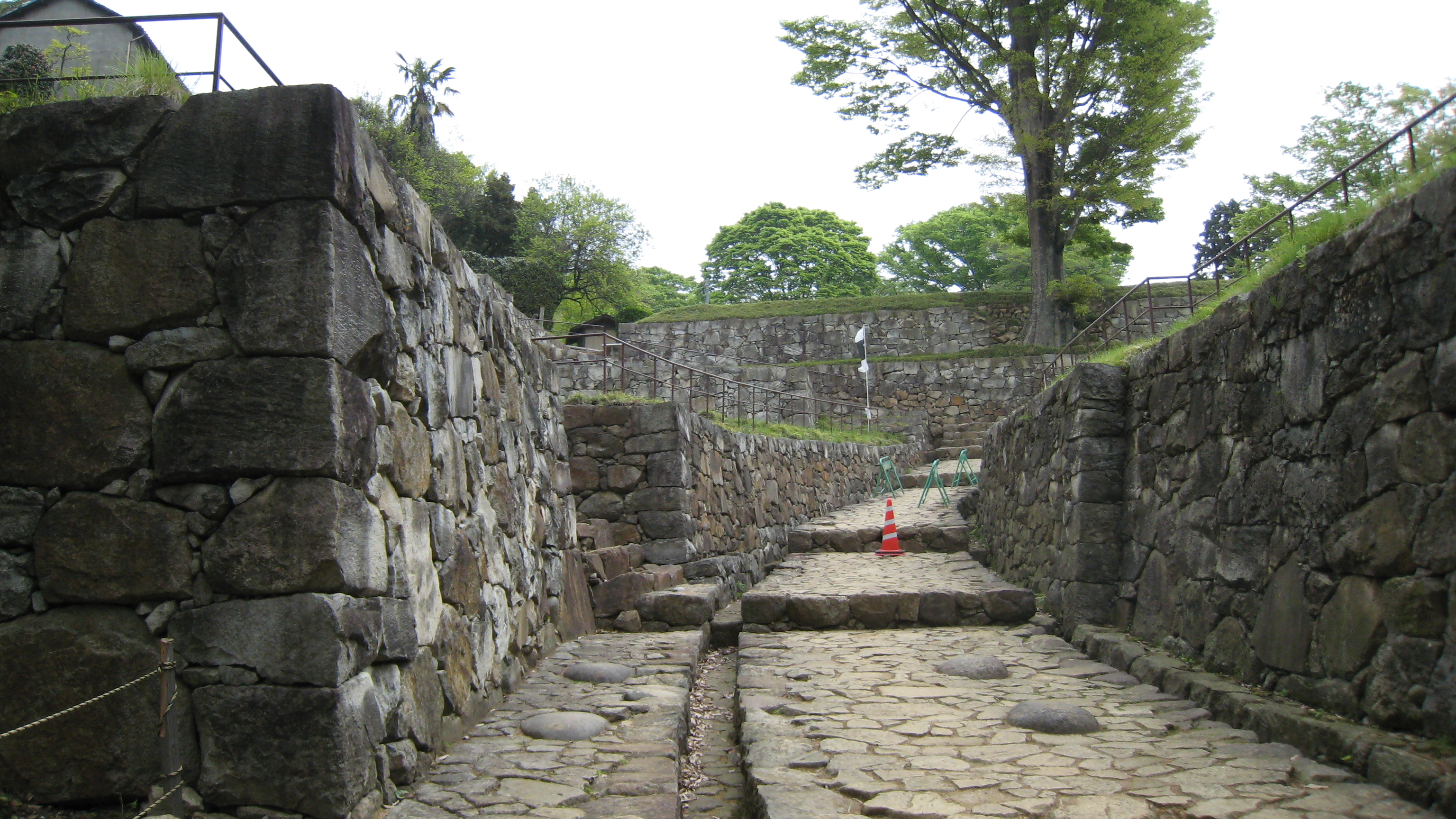
Castell Kanayama

Quan el clan el clan Hōjō va iniciar les hostilitats contra el clan Yura, el 1584, Yura Kunishige i el seu germà Nagao Akinaga van ser capturats pels Hōjō del domini Odawara i les tropes Hōjō van marxar cap al castell de Kanayama. Akai Teruko als 71 anys, va comandar la defensa de la batalla del castell de Kanayama (1584), dirigint els seus 3.000 soldats restants i resistint més de 15 mesos. Finalment obrí voluntàriament les portes del castell amb la condició de tornar els líders capturats del clan Yura.
Als 76 anys, va tenir lloc la  Conquesta d'Odawara (1590). S'uní al clan Toyotomi i es feu vassalla de Maeda Toshie a través del seu net, Yura Sadashige. Al costat de Toshie, Teruko va participar al setge del castell de Matsuida. Hideyoshi i Toshiie van mostrar gran admiració cap a Teruko i les seves heroiques gestes com a guerrera. Hideyoshi lla va recompensar amb un territori de 5.435 koku a Ushiku, i la va convertir en la senyora del castell Ushiku, però aviat va traslladar la propietat a Kunishige.
Teruko morí en 1594 i fou enterrada a Togetsu-in in Ushiku, a la prefectura d'Ibaraki. Fou coneguda com «la dona més forta del període dels estats en guerra». (戦国時代最強の女丈夫)

## Cultura popular
Apareix com a personatge en les franquícies de videojocs Samurai Warriors i Nobunaga's Ambition.